# Funeral (együttes)
A Funeral egy norvég funeral doom metal zenekar. 1991-ben alakultak meg. A műfaj egyik alapító zenekarának számítanak. Christian Loos gitáros 2006-ban elhunyt, 31 éves korában. A funeral doom mellett jelen vannak a death-doom és a gótikus metal műfajokban is.

## Diszkográfia
Stúdióalbumok
- Tragedies (1995)
- In Fields of Pestilent Grief (2002)
- From these Wounds (2006)
- As the Light Does the Shadow (2008)
- Oratorium (2012)

Demók
- Tristesse (1993)
- Beyond All Sunsets (1994)
- To Mourn is a Virtue (1997)
- The Passion Play (1999)
- Demo 2008 (2008)